# 1281
| [ Edytuj tabelę ]                          |                                                             |
| Książę Małopolski                          | - 1279 Leszek Czarny 1288                                   |
| Książę Wielkopolski                        | - 1273 Przemysł II 1296                                     |
| Król Albanii                               | - 1272 Karol I 1285                                         |
| Współksiążęta Andory                       | - 1278 Pere d'Urg 1293 - 1278 Roger Bernard I 1302          |
| Król Angkoru                               | - 1244 Dżajawarman VIII 1295                                |
| Król Anglii                                | - 1272 Edward I 1307                                        |
| Król Aragonii i Walencji, hrabia Barcelony | - 1276 Piotr III Wielki 1285                                |
| Margrabia Brandenburgii                    | - 1267 Konrad 1304 - 1267 Jan II 1281 - 1267 Otto IV 1308   |
| Książę Burgundii                           | - 1272 Robert II 1306                                       |
| Książę Dolnej Bawarii                      | - 1253 Henryk XIII 1290                                     |
| Książę Górnej Bawarii                      | - 1253 Ludwik II 1294                                       |
| Cesarz Bizancjum                           | - 1261 Michał VIII Paleolog 1282                            |
| Car Bułgarii                               | - 1280 Jerzy I Terter 1292                                  |
| Cesarz Chin                                | - 1279 Kubilaj-chan 1294                                    |
| Król Cypru                                 | - 1267 Hugo III 1284                                        |
| Król Czech                                 | - 1278 Wacław II 1305                                       |
| Król Danii                                 | - 1259 Eryk Glipping 1286                                   |
| Władca Egiptu                              | - 1279 Kalawun 1290                                         |
| Cesarz Etiopii                             | - 1270 Jykuno Amlak 1285                                    |
| Król Francji                               | - 1270 Filip III Śmiały 1285                                |
| Król Gruzji                                | - 1271 Dymitr II Ofiarny 1289                               |
| Hrabia Holandii                            | - 1256 Floris V 1296                                        |
| Cesarz Japonii                             | - 1274 Go-Uda 1287                                          |
| Kalif                                      | - 1262 Al-Hakim bi-Amr Allah 1302                           |
| Król Kastylii i Leónu                      | - 1252 Alfons X Mądry 1284                                  |
| Patriarcha Konstantynopola                 | - 1275 Jan XI Bekkos 1289                                   |
| Władca Korei                               | - 1274 Ch’ungnyŏl 1308                                      |
| Wielki książę litewski                     | - 1269 Trojden 1282                                         |
| Sułtan Maroka                              | - 1259 Abu Jusuf Jakub 1286                                 |
| Król Nawarry                               | - 1274 Joanna I z Nawarry 1284                              |
| Król Norwegii                              | - 1280 Eryk II Wróg Księży 1299                             |
| Hrabia Palatynatu                          | - 1253 Ludwik II Bawarski 1294                              |
| Papież                                     | - 1281 Marcin IV 1285                                       |
| Król Portugalii                            | - 1279 Dionizy I 1325                                       |
| Sułtan Rumu                                | - 1265 Kaj Chusrau III 1282                                 |
| Książę Rusi halickiej                      | - 1270 Lew I 1300                                           |
| Cesarz Rzymski (niemiecki)                 | - 1257 Alfons z Kastylii 1284 - 1273 Rudolf I Habsburg 1291 |
| Książę Saksonii                            | - 1260 Albrecht II 1298                                     |
| Król Serbii                                | - 1276 Stefan Dragutin 1282                                 |
| Król Singasari                             | - 1268 Kertanagara 1292                                     |
| Król Szkocji                               | - 1249 Aleksander III 1286                                  |
| Król Szwecji                               | - 1275 Magnus I Birgersson Ladulås 1290                     |
| Doża Wenecji                               | - 1280 Giovanni Dandolo 1289                                |
| Król Węgier                                | - 1272 Władysław IV Kumańczyk 1290                          |
| Wielki mistrz zakonu krzyżackiego          | - 1273 Hartmann von Heldrungen 1282                         |

Rok 1281 / MCCLXXXI
stulecia: XII wiek ~
XIII wiek ~
XIV wiek

lata: 1271 «
1276 «
1277 «
1278 «
1279 «
1280 «
1281
» 1282
» 1283
» 1284
» 1285
» 1286
» 1291

## Wydarzenia w Polsce
- Nastąpił podział księstwa opolskiego na cztery samodzielne księstwa (Opole, Koźle, Cieszyn, Racibórz).
- Książę wrocławski Henryk IV Probus pojmał i uwięził Przemysła II, księcia wielkopolskiego, późniejszego króla Polski.
- Mściwój II dał przywilej norbertanom z Białoboków.
- Trzcińsko-Zdrój otrzymało prawa miejskie.

## Wydarzenia na świecie
- 22 lutego – Marcin IV został papieżem.
- 12 sierpnia – druga inwazja Mongołów na Japonię (Kamakura).
- 29 października – w bitwie pod Himsem armia sułtana mameluków Kalawuna pokonała armię mongolskich Ilchanidów pod dowództwem Mongkego Temura i sprzymierzonych chrześcijan.
- W Orvieto zawiązane zostało przymierze między Wenecją i Karolem Andegaweńskim.

## Urodzili się
- 18 maja - Agnieszka Habsburg, królowa Węgier (zm. 1364)

## Zmarli
- 16 lutego – Gertruda von Hohenberg, królowa Niemiec (ur. ok. 1225)[1]
- 24 sierpnia – Wilhelmina Blažena, być może córka króla Czech Przemysła Ottokara I, uzdrowicielka chorych (ur. 1210)[2]
- 20 grudnia – Hartmann, syn Gertrudy
- data dzienna nieznana:
  - Anna, królewna węgierska
  - Ertogrul, wódz Turkmenów (ur. ?)
  - Konstancja Przemysłówna,  córka księcia wielkopolskiego Przemysła I, matka Waldemara Wielkiego